# Estatuto de Bayona

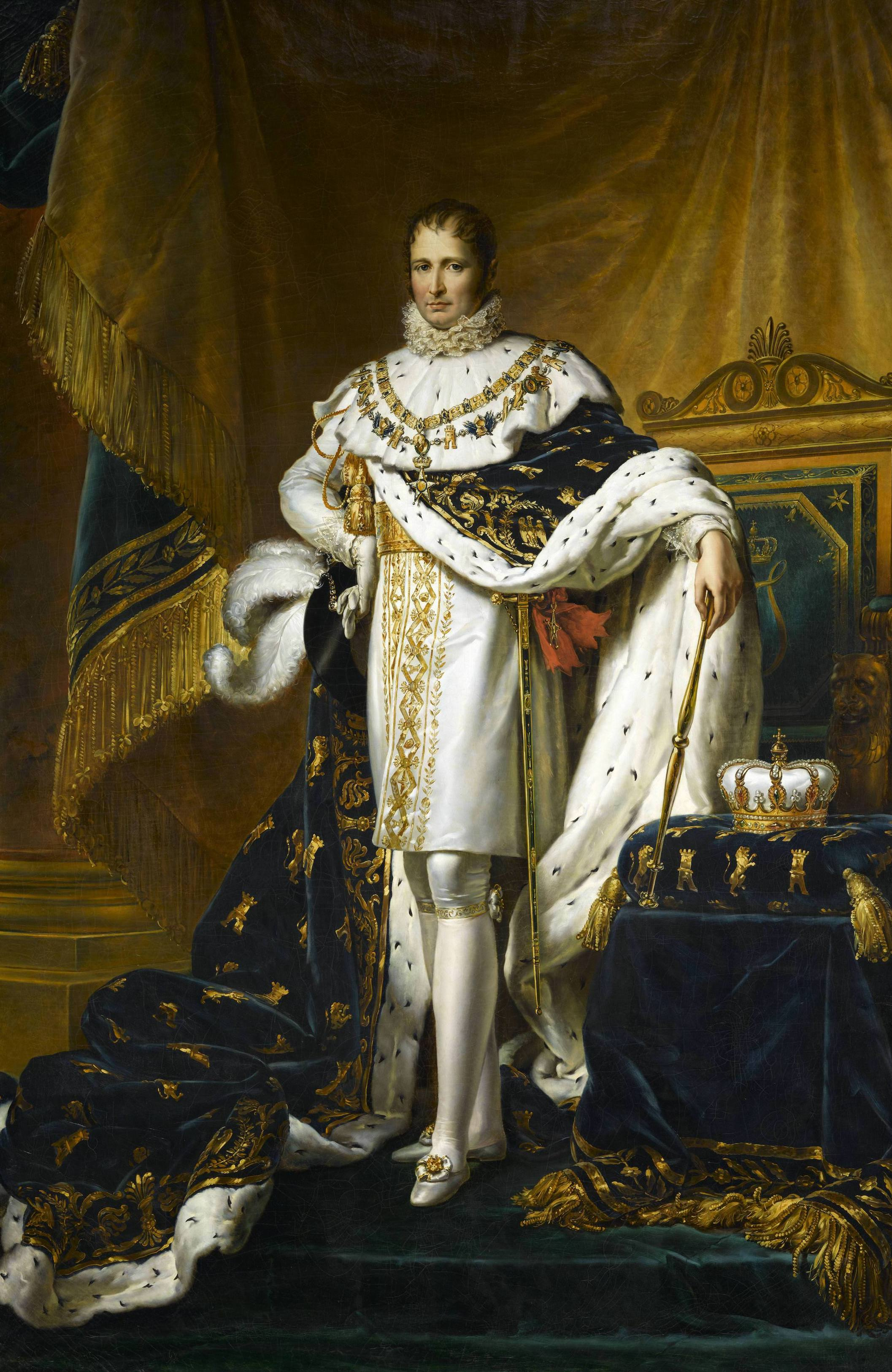
José Bonaparte.

La Constitución de Bayona, también llamada Carta de Bayona o Estatuto de Bayona, y denominada oficialmente en francés Acte Constitutionnel de l’Espagne, fue una carta otorgada —una Constitución, según Manuel Moreno Alonso— promulgada en la ciudad francesa de Bayona el 6 de julio de 1808 por José Bonaparte como rey de España e inspirada en la bonapartista Constitución del Año XII. Aunque discutida y aprobada por la Asamblea de Bayona, su contenido fue impuesto por Napoleón Bonaparte, poseedor de los derechos de la Corona española tras las abdicaciones de Bayona. El emperador de los franceses solo admitió algunos cambios.
Fue la ley fundamental que rigió el reinado de José I de España.

## Antecedentes
La crisis del Antiguo Régimen en España se agudizó en marzo de 1808, al producirse el Motín de Aranjuez contra Godoy y el propio rey Carlos IV. Este abdicó en su hijo Fernando el 19 de marzo, pero antes de que Fernando VII pudiera consolidarse en el trono, Napoleón Bonaparte convocó a la familia real española a un encuentro en la ciudad francesa de Bayona y allí a principios de mayo tanto Carlos IV como Fernando VII le cedieron sus derechos a la Corona de España. A continuación Napoleón le ordenó al mariscal Joachim Murat, su lugarteniente en Madrid, que convocara la que sería conocida como la «Asamblea de Bayona». Antes de que esta se reuniera Napoleón designó el 4 de junio a su hermano José como rey de España.

## Discusión y aprobación por la Asamblea de Bayona
Entre el 15 y el 30 de junio —en esta última fecha cerró sus sesiones con la presencia de 91 diputados— la «Asamblea de Bayona» se ocupó de la discusión y aprobación de la «Nueva Constitución que ha de regir en España e Indias». En la redacción del proyecto de Constitución había tenido una intervención destacada el jurista Antonio Ranz Romanillos ―secretario de la Asamblea y que sería nombrado consejero de Estado por José I, pero que tras la batalla de Bailén se pasaría al bando «patriota», participando asimismo en la elaboración del proyecto de la Constitución de Cádiz―. «Conocedor como nadie de las constituciones de la República francesa, él fue el alma de la nueva Constitución española», ha afirmado Manuel Moreno Alonso.

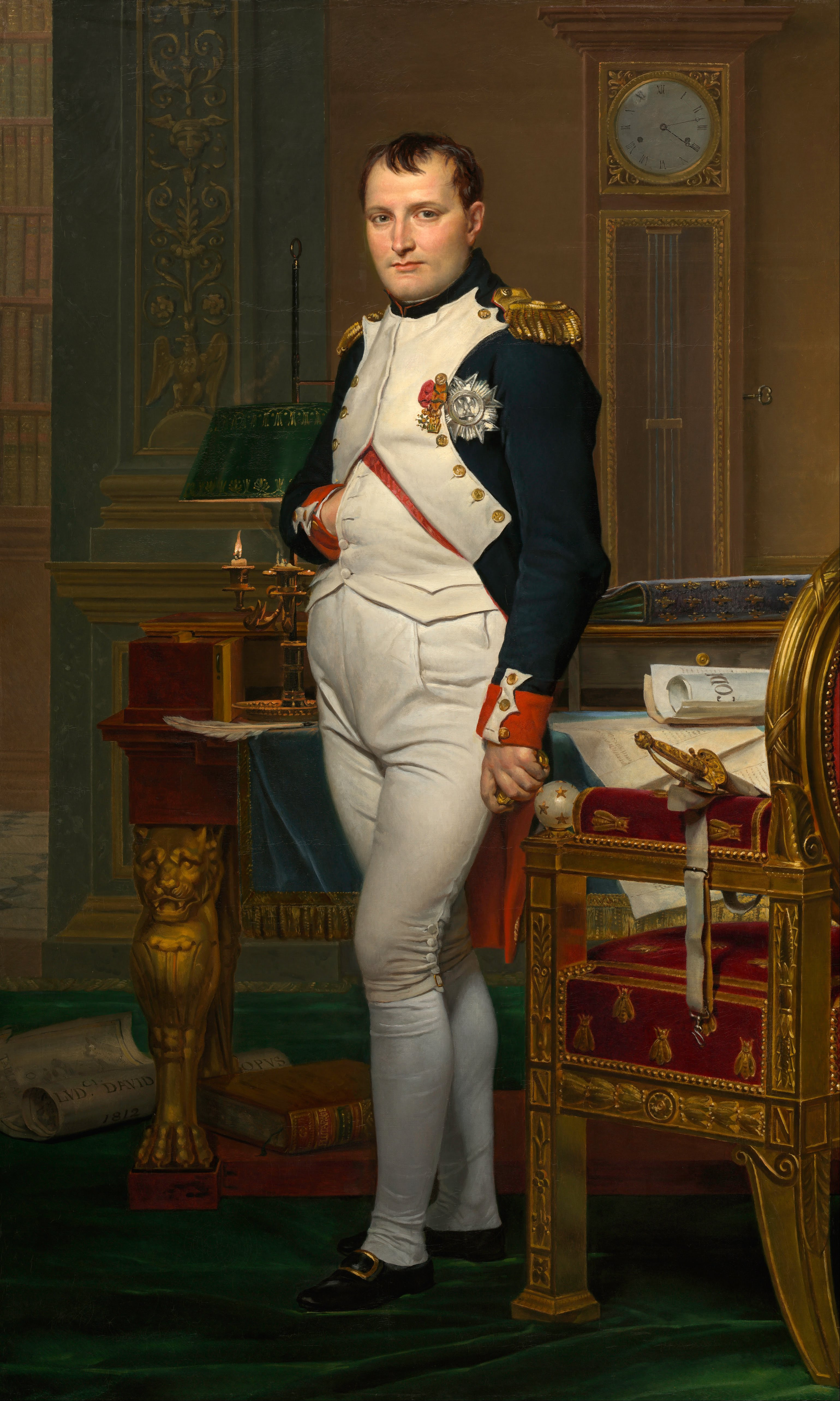
Napoleón I, emperador de los franceses.

El proyecto de Constitución había sido entregado al presidente de la Asamblea Miguel José de Azanza por el propio Napoleón que había introducido algunas modificaciones en el texto original a propuesta de un grupo de juristas y políticos españoles reunidos por el embajador francés en Madrid conde de La Forest —Napoleón le había escrito a Murat el 23 de mayo: «Encontraréis adjunto un proyecto de estatuto constitucional; enviadlo a los señores La Forest y Freville y reunid a cinco o seis de los miembros más considerados de la Junta y del Consejo de Castilla, para consultarles acerca de los cambios y mejoras de que es susceptible este proyecto»— y de algunos de los diputados que habían ido llegando a Bayona ―según Juan Francisco Fuentes el proyecto fue sometido al Consejo de Castilla que lo había aprobado el 29 de mayo bajo la presión de Murat―. Mariano Luis de Urquijo propuso introducir el principio de la inamovilidad de los jueces, como garantía de su independencia, la separación de la jurisdicción civil de la eclesiástica, la abolición de los derechos feudales, la democratización de las órdenes militares y la creación del registro civil. Raimundo Etternhard, miembro del Consejo de la Suprema Inquisición, insistió, en un sentido contrario al de Urquijo, en que se suprimiera el artículo en que se abolía la Inquisición, propuesta que Napoleón acabó aceptando. También aceptó otras propuestas en sentido conservador para, según Juan Mercader, eliminar «todo pretexto de inquietud o disgusto entre los españoles» en un momento en que la rebelión antifrancesa se estaba extendiendo, como los artículos en que se abolían los privilegios de la nobleza y el clero y de ciertas corporaciones o los que hablaban de reformas religiosas. El emperador también desistió en su propósito de implantar en España el Código Civil napoleónico.
Así pues, como ha destacado Juan Mercader Riba, «el proyecto de Constitución venía a la Asamblea bastante maduro y bien poco pudo ésta alterar. […] La Asamblea de Notables se pronunció efectivamente sobre varios puntos, muchas veces rectificando cuestiones de detalle al proyecto presentado, pero la decisión final la tuvo siempre el emperador francés: de modo que, al margen del extracto del acta de los acuerdos de la Asamblea, figura el “approuvé” o “refusé”, la resolución imperial, de manos de Ministro Secretario de Estado, Maret». El proyecto «fue aprobado tal y como lo había presentado Napoleón». En el mismo se había eliminado, a petición de los españoles, toda referencia al emperador de los franceses como fuente de legitimidad de José I. «Si su derecho a reinar provenía de su hermano, su derecho de reinar procedía de la Constitución», ha afirmado Thierry Lentz.

## Características
En las instrucciones que Napoleón le envió en abril de 1808 al mariscal Joaquim Murat, su lugarteniente en España, le decía: 

Podéis declarar verbalmente que mi intención no es solo conservar la integridad e independencia del país, sino los privilegios de todas las clases. En la bondad y utilidad de mis portentos sobre España, encontraréis argumentos propios a conciliar todos los partidos. Los que quieren un gobierno liberal y la regeneración de España la encontrarán en mi sistema; los que temen la vuelta de la Reina y del príncipe de la Paz pueden ser tranquilizados, ya que estos dos personajes quedarán sin influencia ni crédito; los grandes, que quieren la consideración y los honores que no tenían en la administración pasada los encontrarán.

El político y jurista moderado Juan Rico y Amat en su Historia política y parlamentaria de España desde los tiempos primitivos hasta nuestros días, publicada en 1860, ya destacó que el núcleo del Estatuto tiene su origen en el derecho francés y que el preámbulo en el que se estableció el nuevo régimen político, era claramente revolucionario para la época, al romper el aparato en que se asentaba el viejo edificio del poder absoluto del rey, el Antiguo Régimen. La fórmula del pacto «que une a nuestros pueblos con Nos y a Nos con nuestros pueblos» ponía término a la antigua monarquía absoluta basada en el derecho divino de los reyes y «establecía el moderno sistema representativo, cuya base no es ni puede ser otro que el pacto de alianza y unión entre la nación y el trono, como representantes ambos de la soberanía».
Según el historiador Manuel Moreno Alonso, «la Constitución de Bayona suponía la introducción en España de una monarquía nueva de carácter republicano. [...] El nuevo Estado de derecho se constituía como una república, asentada, constitucionalmente, sobre los principios de la libertad y la igualdad, tal como se desprendía de la igualdad tributaria. [...] Desde el punto de vista técnico, la Constitución de Bayona es heredera de las constituciones francesas de la República, obsesionadas con delimitar sucesivamente las funciones del Senado, el Cuerpo legislativo, los ministerios, el Consejo de Estado o la estructura de la justicia. Era igualmente de inspiración republicana la idea de una monarquía fuerte, base de la iniciativa legislativa, aun cuando la confesionalidad religiosa, el mantenimiento de determinados privilegios estamentales o la declaración de ciertos derechos individuales la separaban de las francesas».
Según Ángel Bahamonde y Jesús A. Martínez, la «Constitución de Bayona» establecía una «monarquía autoritaria» en la que el rey era el «centro del poder político» debido a su capacidad «para nombrar y deponer ministros, elegir el Senado y disponer de la iniciativa legislativa». Además, «la capacidad de las Cortes para elaborar leyes queda mediatizada por el poder del monarca, excepto en el tema presupuestario y el control de su aplicación. Unas Cortes compuestas por 172 miembros divididos en tres estamentos a la manera del Antiguo Régimen», aunque entremezclada con la representación corporativa napoleónica, y elegidos  mediante un sistema muy restrictivo. Existía un Senado «que no era entendido como cámara legislativa sino como una especie de tribunal constitucional» y, por otro lado, «la organización territorial del Estado está ausente del texto» y se establecía «la ruptura del “pacto colonial” como ligamento del Imperio» al determinar el artículo 87 que «los reinos y provincias españolas de América y Asia gozarán de los mismos derechos que la metrópoli».
Según estos mismos historiadores, «el Estatuto de Bayona responde a una filosofía reformista en la que sobresale un conjunto doctrinal más próximo al ideario ilustrado» que al revolucionario como sucederá con la Constitución de Cádiz ya que a diferencia de esta, que supone «una consciente y minuciosa ruptura jurídica con el Antiguo Régimen», «responde a una estrategia napoleónica de solución de compromiso a corto plazo, buscando la atracción de los notables del Antiguo Régimen como apoyo sustancial de la monarquía josefina. Aunque no quedara planeado un desmantelamiento explícito del Antiguo Régimen como en el texto gaditano, en Bayona se acercaron los resortes para un desmantelamiento gradual. […] En el plano económico se articulan un conjunto de principios orientados a la formación del mercado nacional, imbuidos todos ellos del liberalismo económico». «En Cádiz es la “nación” quien habla a través de sus representantes, en Bayona es Napoleón, como estratega de un Imperio, quien ofrece un texto constitucional a sectores representativos de las elites económicas y políticas del Antiguo Régimen, que en última instancia persigue la articulación de España en el Imperio elevando a categoría constitucional por el artículo 124 [“Habrá una alianza ofensiva y defensiva perpetuamente, tanto por tierra como por mar, entre Francia y España. Un tratado especial determinará el contingente con que haya de contribuir, cada una de las dos potencias, en caso de guerra de tierra o de mar”] la alianza perpetua ofensiva-defensiva entre España y Francia».
Según Juan Francisco Fuentes, «se trataba de un texto híbrido, de 147 artículos, en el que resultaba evidente la influencia del constitucionalismo napoleónico, pero también el intento de preservar aspectos incuestionables de la España del Antiguo Régimen, como la unidad religiosa o el protagonismo de la nobleza y el clero en la vida nacional».
Según Rafael Sánchez Mantero, «la Constitución de Bayona no era en definitiva más que una transcripción de disposiciones entresacadas del derecho constitucional francés de la Revolución y del Imperio, aunque también se incluyeran algunas referencias al derecho tradicional hispano, con el propósito de halagar a los españoles. Establecía un régimen autoritario que, bajo un aire de cierto liberalismo, seguía considerando al rey como centro y eje de todo el sistema político».
Según Thierry Lentz, «esta primera Constitución escrita española —llamada "estatuto constitucional"—... proponía un compromiso entre los principios napoleónicos e hispánicos... El Antiguo Régimen no era totalmente enterrado. La modernización debía venir "desde arriba". El dispositivo institucional por su parte se asemejaba al de la Constitución francesa. El poder ejecutivo estaba enteramente en manos del rey... Las Cortes, manteniendo el antiguo sistema electoral, no democrático, se limitaban a votar las leyes sin tener la iniciativa».

## Contenido

### División de poderes
- Poder Legislativo. Iniciativa real, que promulga "oídas las cortes".
- Poder Ejecutivo. Corresponde al Rey y sus ministros. El Rey ordena y los ministros son responsables.
- Poder Judicial. Es independiente, pero el Rey nombra los jueces.

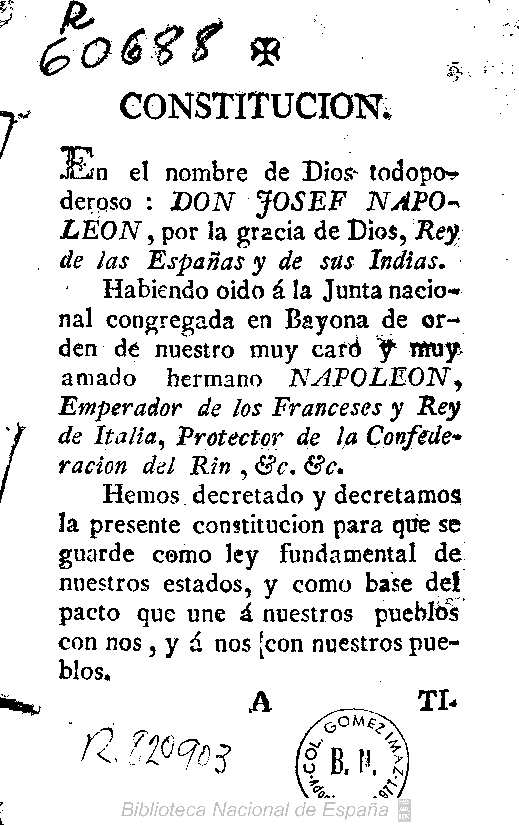
Constitución de 1808 p. 1 BNE

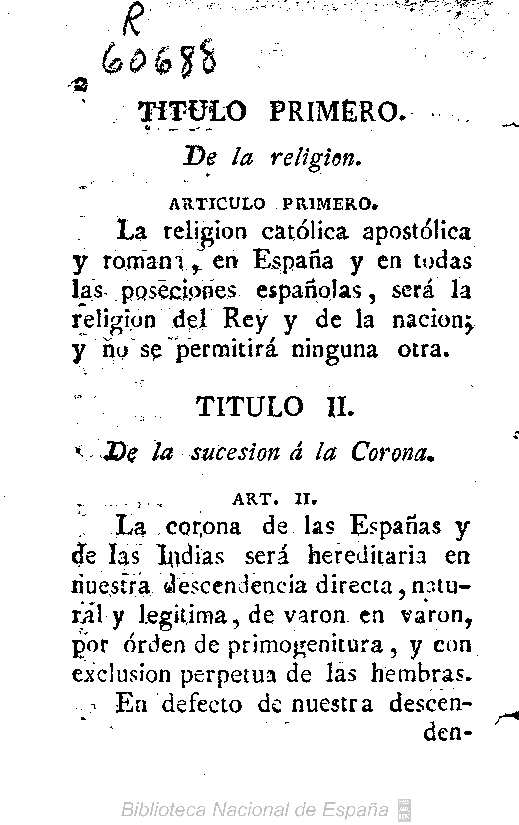
Constitución de 1808 p. 2 BNE

### Confesionalidad del Estado
En principio, se abre con la definición confesional del estado, para tratar después todo lo referente a la Corona y, en títulos posteriores, aborda el entramado institucional, finalizando con un desordenado reconocimiento de determinados derechos y libertades. Pese a establecerse un conjunto de instituciones, no puede hablarse de división de poderes: las atribuciones del monarca eran amplísimas, las Cortes se estructuraban en la representación estamental y las facultades del Senado y de las propias Cortes carecían de fuerza para obligar. Respecto de los derechos y libertades, cabe destacar el exacerbado carácter confesional que se le atribuye a España: 
El artículo 1 establecía que «la religión Católica, Apostólica y Romana, en España y en todas las posesiones españolas, será la religión del Rey y de la Nación y no se permitirá ninguna otra».

### Derechos y libertades
En un último título se contempla (disposiciones generales) una serie de derechos y libertades. La influencia de la Revolución francesa fue importante: se regulaban derechos de los inicios del liberalismo burgués, lo que suponía un avance respecto a la situación existente:
- Supresión de aduanas interiores (Art. 116).
- Inviolabilidad del domicilio (Art. 126).
- Libertad personal.
- Derechos del detenido y preso (Arts. 41–43, 127–132).
- Abolición del tormento (relacionado con la integridad física y moral) (Art. 133).

### La Corona
El Estatuto preveía un papel predominante del monarca, aunque su estatuto personal y prerrogativas no venían claramente enunciados. No obstante, del ámbito funcional de las instituciones, se revelan los amplios poderes del Rey. La importancia se observa en su ubicación (tras la religión) y que le dedica 4 de 13 de los títulos.

Artículo 2.- La Corona de las Españas y de las Indias será hereditaria en nuestra descendencia directa, natural y legítima, de varón en varón, por orden de primogenitura y con exclusión perpetua de las hembras.
En defecto de nuestra descendencia masculina natural y legítima, la Corona de España y de las Indias volverá a nuestro muy caro y muy amado hermano Napoleón, Emperador de los franceses y Rey de Italia, y a sus herederos y descendientes varones, naturales y legítimos o adoptivos.
 En defecto de la descendencia masculina, natural o legítima o adoptiva de dicho nuestro muy caro y muy amado hermano Napoleón, pasará la Corona a los descendientes varones, naturales legítimos, del príncipe Luis-Napoleón, Rey de Holanda.
En defecto de descendencia masculina natural y legítima del príncipe Luis-Napoleón, a los descendientes varones naturales y legítimos del príncipe Jerónimo-Napoleón, Rey de Westfalia.
En defecto de estos, al hijo primogénito, nacido antes de la muerte del último Rey, de la hija primogénita entre las que tengan hijos varones, y a su descendencia masculina, natural y legítima, y en caso de que el último rey no hubiese dejado hija que tenga varón, a aquel que haya sido designado por su testamento, ya sea entre sus parientes más cercanos, o ya entre aquellos que haya creído más dignos de gobernar a los españoles.
Esta designación del Rey se presentará a las Cortes para su aprobación.

Artículo 3.- La Corona de las Españas y de las Indias no podrá reunirse nunca con otra en una misma persona.

Artículo 4.- En todos los edictos, leyes y reglamentos, los títulos del Rey de las Españas serán: D. N..., por la gracia de Dios y por la Constitución del Estado, Rey de las Españas y de las Indias.

Artículo 5.- El Rey, al subir al Trono o al llegar a la mayor edad, prestará juramento sobre los Evangelios, y en presencia del Senado, del Consejo de Estado, de las Cortes y del Consejo Real, llamado de Castilla.
El ministro Secretario de Estado extenderá el acta de la presentación del juramento.

Artículo 6.- La fórmula del juramento del Rey será la siguiente:
«Juro sobre los santos Evangelios respetar y hacer respetar nuestra santa religión, observar y hacer observar la Constitución, conservar la integridad y la independencia de España y sus posesiones, respetar y hacer respetar la libertad individual y la propiedad y gobernar solamente con la mira del interés, de la felicidad y de la gloria de la nación española.»

Artículo 7.- Los pueblos de las Españas y de las Indias prestarán juramento al Rey en esta forma: «Juro fidelidad y obediencia al Rey, a la Constitución y a las Leyes.

### Las Cortes
No tuvieron vida efectiva. Se estructuraba en 3 estamentos (alto clero, nobleza y pueblo), donde se advertía una clara influencia del Antiguo Régimen, así como contradicción con los principios inspiradores de la Revolución. No se les confería de modo expreso la función legislativa, aunque sí de forma tácita en algunos preceptos.

### El Gobierno y la Administración
Desconocía la institución del Gobierno. Contemplaba un título a los ministerios en el que establece un número (7-9) y su denominación. Los ministros eran responsables de la ejecución de las leyes y órdenes del rey. También regula la Administración de Hacienda, que aboga por la supresión de aduanas interiores, separa el Tesoro público del de la Corona y se configura un Tribunal de Contaduría para el examen y aprobación de las cuentas.

### El Senado
Órgano no integrado en las Cortes. Podía suspender el imperio de la Constitución, a propuesta del Rey, en caso de sublevación armada y otras amenazas a la seguridad del Estado. En el Senado se constituía la Junta Senatoria de Libertad Individual para finalizar detenciones arbitrarias de las que daba parte el ministro de Policía General. También se constituía una Junta Senatoria de Libertad de Imprenta a la que recurrirían autores, impresores o libreros en caso de obstáculo a la impresión o venta de una obra. En ambos casos la Junta Senatoria correspondiente debía elaborar una deliberación motivada que era examinada por una junta formada por miembros del Consejo de Estado y del Consejo Real.  

### El Consejo de Estado
Órgano que agrupaba funciones diseminadas del Antiguo Régimen y acaba con la polisinodial en la que se confundían funciones de orden normativo con otras ejecutivas y judiciales. Tenía la facultad de examinar y extender los proyectos de leyes civiles y criminales y los reglamentos generales de la Administración. No deben confundirse sus funciones con las del actual Consejo de Estado, meramente consultivo.

### El poder judicial
Tenía una importancia crucial. Se configuraba como independiente, aunque el Rey nombraba a todos los jueces. Se articulaba en distintas instancias a las que los ciudadanos podían acudir, se establecía la publicidad del proceso criminal y se emplazaba a la creación de un solo código de leyes civiles y criminales y otro de comercio para España y las Indias, para poder racionalizar el caótico sistema normativo de entonces.

### Las Indias
El título X en el Estatuto se estaba dedicado totalmente a los “Reinos y provincias españolas de América y Asia”, los cuales el art. 87 les reconocería mismos derechos que a los peninsulares. Entre los derechos reconocidos, estaba la libertad de cultivo, industria y comercio, con prohibición expresa de concesiones de privilegios de exportación e importación (arts. 88, 89 y 90). Aquello buscaba darle fin al descontento de los criollos. Además, los territorios indianos no sólo iban a disfrutar de una amplia representación en las Cortes, sino que, además, “cada reino o provincia tendrá constantemente cerca del Gobierno, diputados encargados de promover sus intereses y de ser sus representantes en las Cortes” (art. 91). Dichos diputados tenían que ser “naturales” y propietarios, y serían elegidos por sufragio indirecto de los ayuntamientos" (art. 93). Su mandato tendría una duración mayor que los peninsulares (ocho años), e incluso podrían alargarse hasta que fueran relevados (art. 94).

## Debate entre historiadores: ¿Constitución o Carta Otorgada?
Manuel Moreno Alonso sostiene que «la Constitución de Bayona, de acuerdo con la cual José Napoleón comienza su reinado en España, es la primera Constitución española». Reconoce que «la cuestión de su legitimidad y vigencia ha dado lugar a una polémica, todavía no agotada, que ha llegado a nuestros días», «pero no cabe duda que la Constitución de Bayona es, guste más o menos, la primera Constitución española. Una Constitución que se define como "ley fundamental" y, por vez primera, establece la base del pacto entre el monarca y sus pueblos. En cualquier caso, según el nuevo texto, José Napoleón se presenta como el primer rey constitucional de la historia de España». «En comparación con la posterior Constitución de Cádiz, que rompe jurídicamente con el Antiguo Régimen, la de Bayona responde a una filosofía reformista, más próxima al ideario ilustrado. Buscaba evidentemente atraerse a los notables como garantes de la propia monarquía josefina», añade Moreno Alonso.
Ángel Bahamonde y Jesús A. Martínez sostienen, por el contrario, que el texto de la «Constitución de Bayona» «técnicamente puede ser definido como una carta otorgada [cursiva en el original], partiendo del hecho de que no fue producto de un acto soberano de la nación y sí una ley fundamental otorgada por José I, por orden de su hermano, "como base del pacto que une a nuestros pueblos con Nos"». Además consideran que «el texto de Bayona... desvela... el deseo de compromiso con las elites del Antiguo Régimen» y que es «un híbrido entre la veta del reformismo ilustrado español del siglo XVIII y el constitucionalismo napoleónico», posición que se asemeja a la de Moreno Alonso.
Juan Francisco Fuentes sostiene la misma tesis que Bahamonde y Martínez: «lejos de ser una constitución liberal, el Estatuto de Bayona viene a ser una carta otorgada [cursiva en el original], con tímidas reformas sociales y políticas con las que se pretendía atraer a los sectores más conservadores de la sociedad española a un pacto político con las fuerzas ocupantes. [...] Se instauraban unas Cortes de clara raigambre estamental, en las que el clero, nobleza y "pueblo" tenía representación separada».